# Byron Beck
A. Byron Beck (* 25. Januar 1945 in Ellensburg, Washington) ist ein ehemaliger US-amerikanischer Profi-Basketballspieler.

## Karriere
Der 2,06 Meter große Center von der University of Denver war einer von sechs Spielern (zusammen mit Louie Dampier, Gerald Govan, Bob Netolický, Stew Johnson und Freddie Lewis), die an allen neun Saisons (1967–1976) der Basketball-Profiliga ABA teilnahmen. Er spielte für die Denver Rockets, die späteren Denver Nuggets (NBA). Beck verfügte nicht überragende Athletik, war aber ein harter Arbeiter, bekannt für Hartnäckigkeit und einen effizienten Hakenwurf. Er vertrat Denver bei zwei All-Star Games (1969 und 1976).
Beck spielte auch eine Saison in der NBA bei den Nuggets. Er ging 1977 in den Ruhestand als Basketballspieler. In seiner Karriere erzielte er insgesamt 8603 Punkte und 5261 Rebounds. Am 16. Dezember 1977 wurde er der erste Spieler in Denver, dessen Trikotnummer (# 40) zurückgezogen wurde. 